# Campi di concentramento nazisti in Norvegia

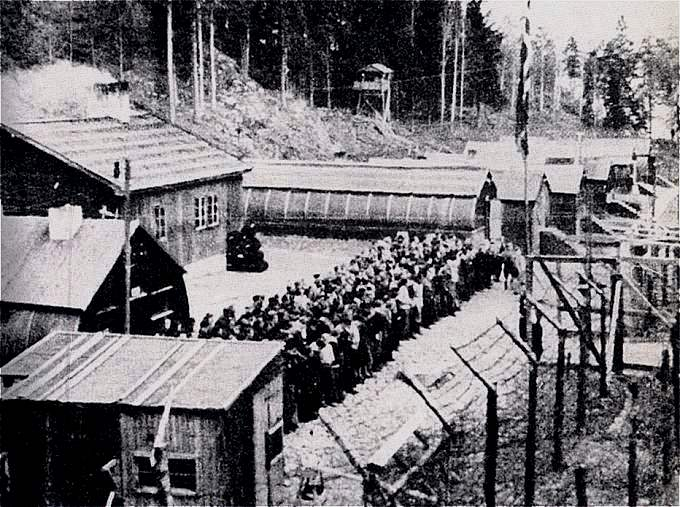
Campo di concentramento di Ljanskollen nel 1945.

Durante l'invasione tedesca della Norvegia avvenuta nella seconda guerra mondiale, le autorità civili occupanti, sotto il regime di Vidkun Quisling e della Wehrmacht hanno operato in diversi campi nel territorio norvegese, di cui circa 110 usati come lager.
I campi norvegesi erano in gran parte campi di prigionia, ed erano sparsi in tutto il paese. Alcuni di questi avevano tassi di mortalità estremamente elevati, a causa delle condizioni disumane e di brutalità alle quali erano sottoposti i prigionieri. Sia i campi sia le carceri, oltre a diverse prigioni improvvisate furono usate dai nazisti per internare i prigionieri. In particolare i quartieri generali della Sicherheitspolizei e della Sicherheitsdienst con sede nella Victoria Terrasse, un grande complesso a Oslo, divennero sinonimi di torture e abusi. Anche negli edifici Arkivet (Kristiansand) e Bandeklosteret (Trondheim) si compivano simili crimini.
I campi di concentramento designati non erano classificati come "KZ-Lager", bensì come "Häftingslager" ed erano controllati dalla polizia di sicurezza nazista (SIPO), dalle SS e dalla Gestapo. Le autorità naziste deportarono oltre 700 ebrei provenienti dalla Norvegia ad Auschwitz, oltre 500 Nacht und Nebel nel campo di concentramento di Natzweiler-Struthof e altre migliaia a Sachsenhausen, Ravensbrück e in altre prigioni e in altri campi della Germania. La maggior parte di queste persone erano state nei lager norvegesi durante le operazioni di transito.
Nonostante abusi, torture e omicidi fossero all'ordine del giorno, nessun lager fu designato o funzionò come campo di sterminio, senza mai raggiungere il numero di morti che si registravano nei campi di Germania, Polonia e Austria. Si stima che tra le 30 e le 40.000 persone passarono attraverso questo sistema di transito, per un totale di circa 60.000 prigionieri.
I campi servirono per fini diversi:
1. Internamento dei prigionieri politici, in particolare socialisti e comunisti, ma anche dissidenti religiosi.
2. Internamento dei prigionieri di guerra, in particolari russi e soldati jugoslavi.
3. Internamento dei cosiddetti "ostaggi bomba" - dei norvegesi che si sarebbero fatti saltare in aria nel caso in cui la resistenza norvegese avesse bombardato degli obbiettivi nazisti.
4. Transito e internamento di diversi prigionieri diretti ai campi di Germania e Polonia, tra i quali ebrei, prigionieri politici e altri.

Le autorità nazista distrussero la maggior parte dei registri relativi ai campi e alle prigioni che usarono durante l'occupazione. Alcuni erano distinti tra i campi e prigioni gestiti da nazisti norvegesi e quelli gestiti dai nazisti tedeschi, anche se i crimini commessi durante l'occupazione avevano avuto luogo sotto il comando di un'unica autorità.
Tra le prigioni e i campi norvegesi usati dai nazisti, spicca il campo Grini, il più grande del paese. Nella contea di Finnmark, il campo di prigionia di Karasjok ospitò circa 400 prigionieri.